# Квітневий провулок (Київ)
Квітне́вий прову́лок — тупик у Подільському районі міста Києва, житловий масив Мостицький. Пролягає від Новомостицької вулиці вглиб мікрорайону.

## Історія
Провулок виник у першій половині XX століття під назвою 71-ша Нова вулиця, з 1944 року — Кутковий провулок. Сучасна назва — з 1955 року. Первісно пролягав від Квітневої до Заливної вулиці (обидві ліквідовані). Нині пролягає від Новомостицької вулиці в глибину забудови — у 1980-ті роки при будівництві масиву провулок було повністю переплановано з частковою зміною напряму пролягання. У довіднику «Вулиці Києва» 1995 року провулок внесений у перелік зниклих. Згодом назву провулку було «поновлено».

## Установи та заклади
- Офісна будівля перед автокооперативом (буд. № 1);
- Автокооператив «Мостицький» (буд. № 2);
- Продовольчий магазин (буд. № 2а);
- Нова пошта, відділення № 215 (буд. № 2а)[3];
- ЖЕК № 706 (буд. № 4);
- Міжнародна школа «Меридіан» (буд. № 5а);
- Торговельно-побутовий комплекс (буд. № 9).

## Житлові будівлі[4]
| Номер будинку | серія | кількість поверхів | дата будівництва |
| ------------- | ----- | ------------------ | ---------------- |
| 1а            | КТ-16 | 16                 | 1992             |
| 1б            | КТ-16 | 16                 | 1992             |
| 1в            | КТ-16 | 16                 | 1992             |
| 3             | 134   | 9                  | 1984             |
| 5             | 134   | 9                  | 1984             |
| 6             | КТ-16 | 16                 | 1984             |
| 7             | 134   | 9                  | 1984             |
| 8             | КТ-16 | 16                 | 1984             |
| 10            | КТ-16 | 16                 | 1984             |
| 12            | КТ-16 | 16                 | 1989             |

## Зображення

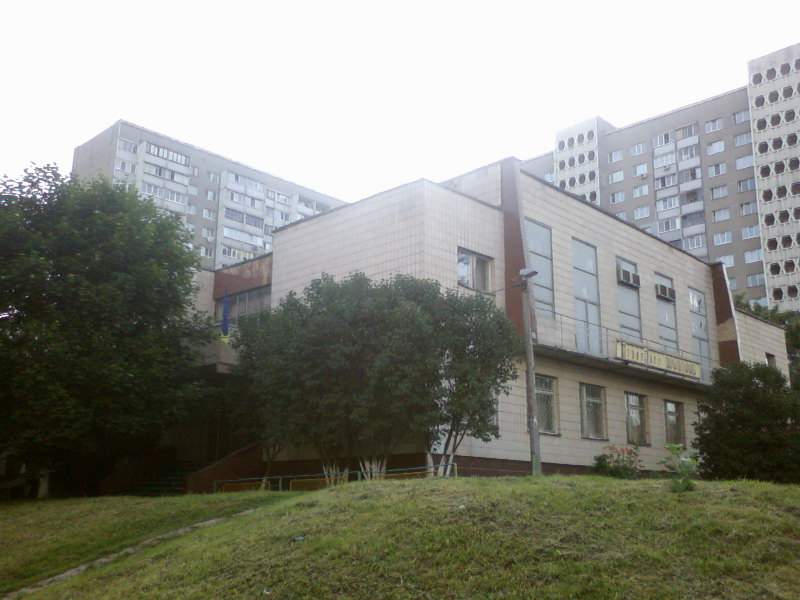
ЖЕК 706
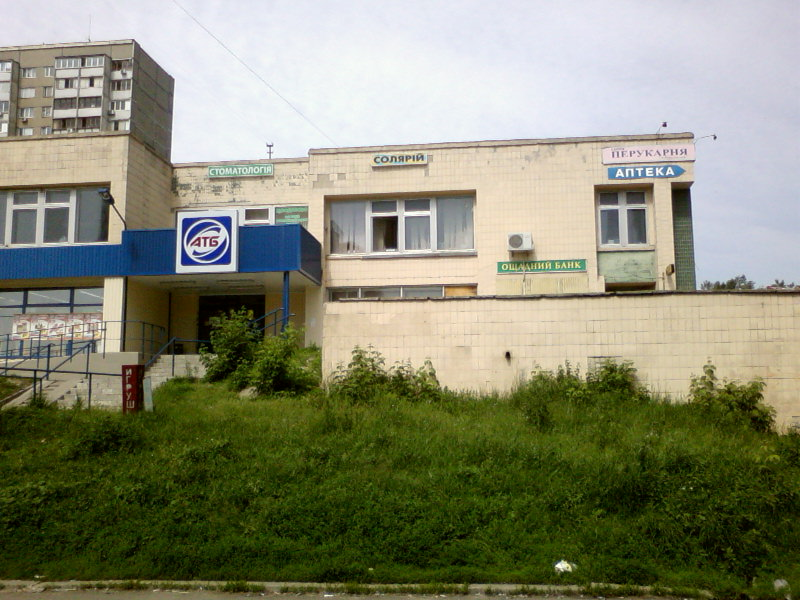
Торговельно-послуговий комплекс
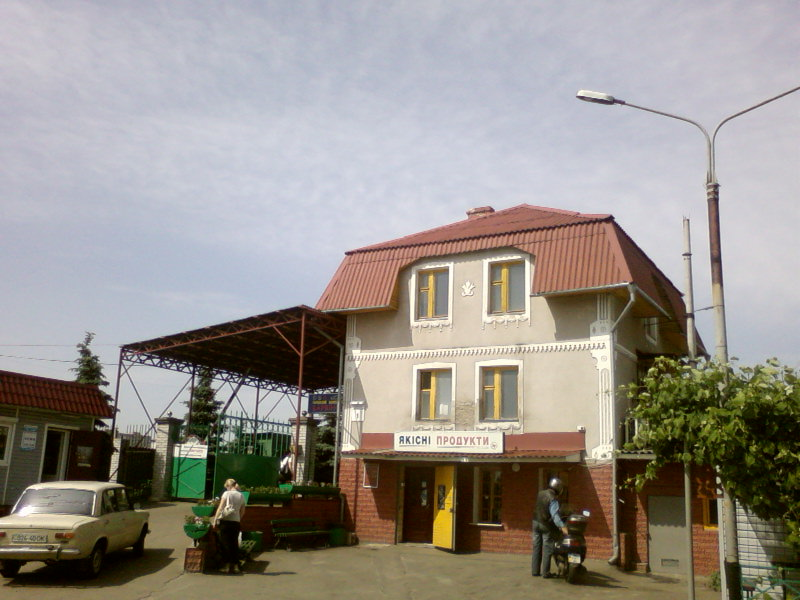
Квітневий провулок, 1
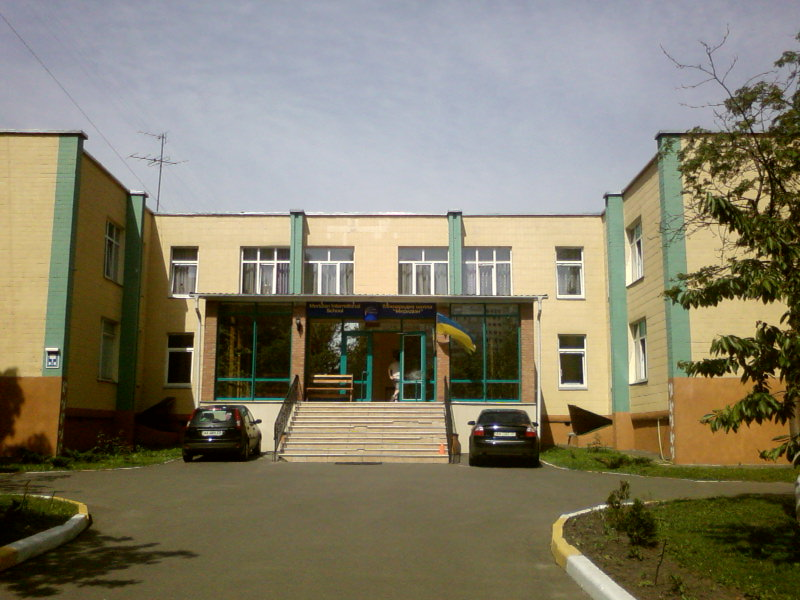
Школа «Меридіан»